# Максим (префект Египта 364 года)
Максим (лат. Maximus) — римский политический деятель второй половины IV века.
Максим происходил из палестинского города Рафия. Его женой была жительница сирийской столицы Антиохии. В браке у них родилось несколько сыновей. В 361 году Максим был президом (наместником) Армении. в 362—364 годах он занимал должность презида Галатии. В Анкире он разбирал общественные дела. В 364 году Максим пребывал на посту префекта Египта.